# Пол Жерве
Пол Жерве (на френски: François Louis Paul Gervais) е френски палеонтолог и ентомолог.

## Биография
Завършва в Париж медицина и естествознание. През 1835 г. започва да се занимава с палеонтология и става асистент по сравнителна анатомия в Националния музей по естествена история в Париж.
По-късно става професор и декан на Факултета по естествена история в Монпелие, а след това и професор в Сорбоната в Париж. През 1869 г. е президент на Ентомологичното общество във Франция.